# Caza pesado

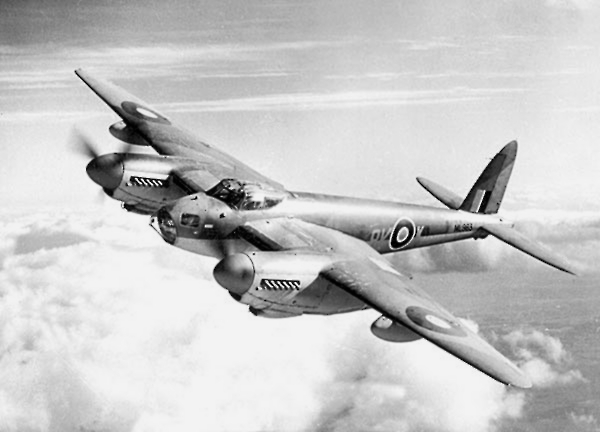
De Havilland Mosquito.

Un caza pesado es un avión de caza diseñado para cargar las armas más pesadas u operar a las distancias más largas. Para conseguir un desempeño aceptable, la mayoría de los cazas pesados fueron bimotor. Algunos cazas pesados de muy largo alcance son considerados como cazas de escolta.
Estos cazas son más pesados, de mayores dimensiones y con mayor autonomía de vuelo que los aviones interceptores, ya que a diferencia de estos últimos (que defienden el espacio aéreo propio) tienen que adentrarse en el espacio aéreo del enemigo, o en su defecto en un espacio aéreo neutral que se quiere tomar.
La historia del caza pesado comienza con el Messerschmitt Bf 110 alemán de la Segunda Guerra Mundial diseñado bajo el concepto de Zerstörer, un caza destructor de larga distancia, capaz de combatir más y por más tiempo en el espacio aéreo enemigo. Aunque el concepto fracasó en su momento, actualmente ha demostrado ser válido.